# Подколенная вена
Подколе́нная ве́на (лат. Vena poplitea) — относительно короткая вена, образованная слиянием глубоких вен голени и парных вен коленного сустава. Соответствует подколенной артерии, располагаясь латеральнее и позади неё.

## Анатомия
На нижней границе подколенной мышцы принимает переднюю и заднюю большеберцовые вены, ряд мелких вен коленного сустава и мышц верхней трети голени, а также малую подкожную вену ноги, затем проходит через приводящий канал, образуя бедренную вену.
Нормой является наличие одной подколенной вены, но часто встречается вторая вена. В этом случае подколенная артерия располагается между венами.
Подколенная вена соединена с подколенной артерией тонким слоем прочной соединительной ткани, что обусловливает потенциальную возможность одновременного повреждения обоих сосудов. Сосуды объединены влагалищем из соединительной ткани, в котором проходят многочисленные восходящие и нисходящие артерийки. Подколенная вена также принимает ветви и парные вены, сопровождающие суставные и мышечные ветви подколенной артерии.